# SBToolCZ
SBToolCZ (Sustainable Building Tool) je český národní certifikační nástroj pro vyjádření úrovně komplexní kvality budov, a to v souladu s principy udržitelné výstavby. Proces certifikace byl oficiálně představen a uveden do provozu v červnu 2010 a jedná se o nástroj dobrovolný. SBToolCZ pomáhá naplňovat principy udržitelné výstavby v České republice, a to s odkazem na Agendu 21. Udržitelná výstavba je ideovou součástí filozofie udržitelného rozvoje a certifikace udržitelnosti metodikou SBToolCZ pomáhá aplikovat tyto principy ve stavebním odvětví.

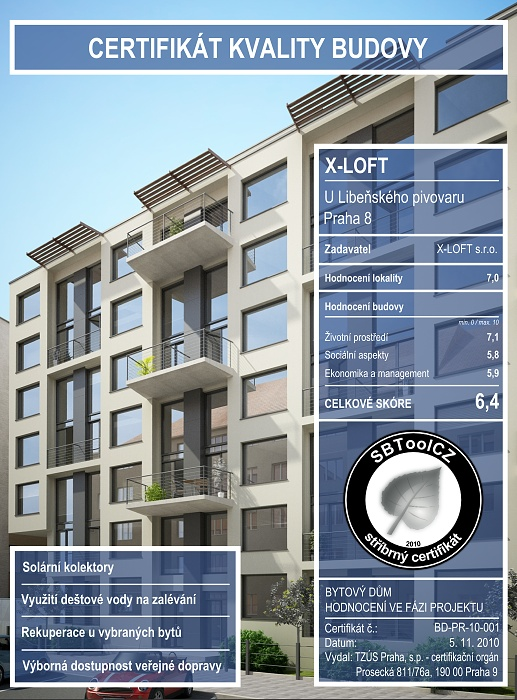
Certifikát komplexní kvality budovy u první certifikované budovy v roce 2010

Cíle metodiky SBToolCZ jsou následující:
- podpora snižování energetické náročnosti budov v souladu se směrnicí Evropského parlamentu a Rady 2010/31/EU o energetické náročnosti budov (EPBD II)
- stimulace pro výrobce vyrábět a uvádět na trh šetrné výrobky k životnímu prostředí v souladu s novým 7. základním požadavkem na stavby dle Nařízení EP a Rady č. 305/2011,
- zhodnocení budov v rámci mnoha aspektů obsažených v oblasti udržitelné výstavby,
- optimalizační nástroj navrhování budov splňující požadavky klientů,
- poskytnutí důvěryhodného certifikátu o shodě stavby s principy udržitelné výstavby,
- zmírnění dopadu staveb na životní prostředí v průběhu životního cyklu,
- podpora vytvoření dobrého a zdravého vnitřního prostředí budov,
- stimulace poptávky po udržitelných budovách,
- motivační prvek pro výrobce provádět environmentální prohlášení o produktu (EPD).

Jakým způsobem SBToolCZ certifikuje budovu?
- SBToolCZ obsahuje sadu kritérií z oblasti udržitelné výstavby,
- každé kritérium má bodovací systém, který je podložen dlouholetým výzkumem a respektem k národním zvyklostem a české legislativě,
- multikriteriální vyhodnocení kritérií, které je podloženo panelem expertů,
- na základě obdrženého počtu bodů se stanovuje výsledná úroveň kvality.

Jak se pozná kvalitní budova? Na základě dosažených bodů se budově přiřadí certifikáty kvality, a to následovně:
- budova certifikována (při obdržení 0 až 40% bodů ze všech možných),
- bronzový certifikát kvality (40-60%),
- stříbrný certifikát kvality (60-80%),
- zlatý certifikát kvality (nad 80%).

Na vývoji metodiky se podílí tým odborníků z Fakulty stavební ČVUT v Praze. Metodika SBToolCZ patří do mateřského systému metodik SBTool, který vyvíjí mezinárodní nezisková organizace International Initiative for Sustainable Built Environment (iiSBE). Metodika SBTool je používána v mnoha zemích světa a certifikace SBToolem se na národní úrovni provádí ve Španělsku, Itálii a Portugalsku. Zástupcem iiSBE pro Českou republiku je Česká společnost pro udržitelnou výstavbu budov se sídlem na Fakultě stavební ČVUT.
Za účelem podpory udržitelného stavění v ČR a provozování, správy a rozvoje certifikačního systému a výkonu certifikace komplexní kvality budov za užití národní metodiky SBToolCZ vznikla v roce 2011 Národní platforma SBToolCZ.